# グッジョブ (テレビドラマ)
『グッジョブ』（朝: 굿잡）は2022年8月24日から2022年9月29日までENAチャンネルで放送されていた大韓民国のテレビドラマである。

## あらすじ
財閥と探偵の二重生活をするウン・ソヌ（チョン・イル）と動体視力の能力者トン・セラ（クォン・ユリ）、特別な能力を持つ2人の男女が繰り広げるヒーローマンティック（Hero＋Romantic）捜査劇。

## 出演

### 主要人物
ウン・ソヌ：チョン・イル
トン・セラ：クォン・ユリ（少女時代）

### その他の人物
ウン・ソヌの母親： キム・ジョンファ